# Phyllomyza pallida
Phyllomyza pallida är en tvåvingeart som beskrevs av Meijere 1940. Phyllomyza pallida ingår i släktet Phyllomyza och familjen sprickflugor.
Artens utbredningsområde är Nederländerna. Inga underarter finns listade i Catalogue of Life.